# 燈蛾亞科
燈蛾亞科（學名：Arctiinae），原稱燈蛾科，是裳蛾科的一個亞科，主要包含燈蛾族、苔蛾族與鹿蛾族三個族。

## 系統學問題
由於燈蛾亞科旗下的物種非常多，有學者認為應該把本亞科的系統學研究修訂，並作重新歸類。現時很多屬於蜂蛾亞科(Ctenuchinae)及Pericopinae的物種都因為歷史原因而被歸入本亞科。這些物種都應該要慢慢移歸牠們正確的分類去。

## 外部連結
- Arctiidae of the French Antilles （页面存档备份，存于）.  Retrieved 2007-JUN-2.